# Tipton megye (Tennessee)
Tipton megye az Amerikai Egyesült Államokban, azon belül Tennessee államban található. Megyeszékhelye és legnagyobb városa Covington. Lakosainak száma 60 970 fő (2020. április 1.). Tipton megye Lauderdale, Haywood, Fayette, Shelby, Mississippi és Crittenden megyékkel határos.

## Népesség
A megye népességének változása:
| Lakosok száma | 61 122 | 61 289 | 61 629 | 61 586 | 61 870 | 60 970 |
|               | 2010   | 2011   | 2012   | 2013   | 2015   | 2020   |